# 124450 Shyamalan
124450 Shyamalan este o planetă minoră (asteroid), cu un diametru de 3,346 km, din centura de asteroizi. A fost descoperită pe 25 august 2001 la Goodricke-Pigott Observatory⁠(d) de Roy A. Tucker⁠(d). 
Obiectul prezintă o orbită caracterizată de o semiaxă mare de 2,3506645132715 UAi, o excentricitate de 0,24211649360244, o înclinație de 10,66950246367 ° în raport cu ecliptica.